# 克林頓縣 (紐約州)
克林頓縣（英語：Clinton County）是美國纽约州最東北的一個縣，東傍尚普蘭湖，北鄰加拿大，面積2,895平方公里。2020年人口普查共有79,843人。縣治普拉茨堡。該縣成立於1788年，縣名紀念纽约州第一、三任州長喬治·克林頓。